# 시흥시의 행정 구역
시흥시의 행정 구역은 20개 행정동, 31개 법정동으로 구성되어 있다. 시흥시의 인구는 2014년 5월 말을 기준으로, 39만5078 명, 15만6296 세대이며, 면적은 138.18km2이다.

## 행정 구역

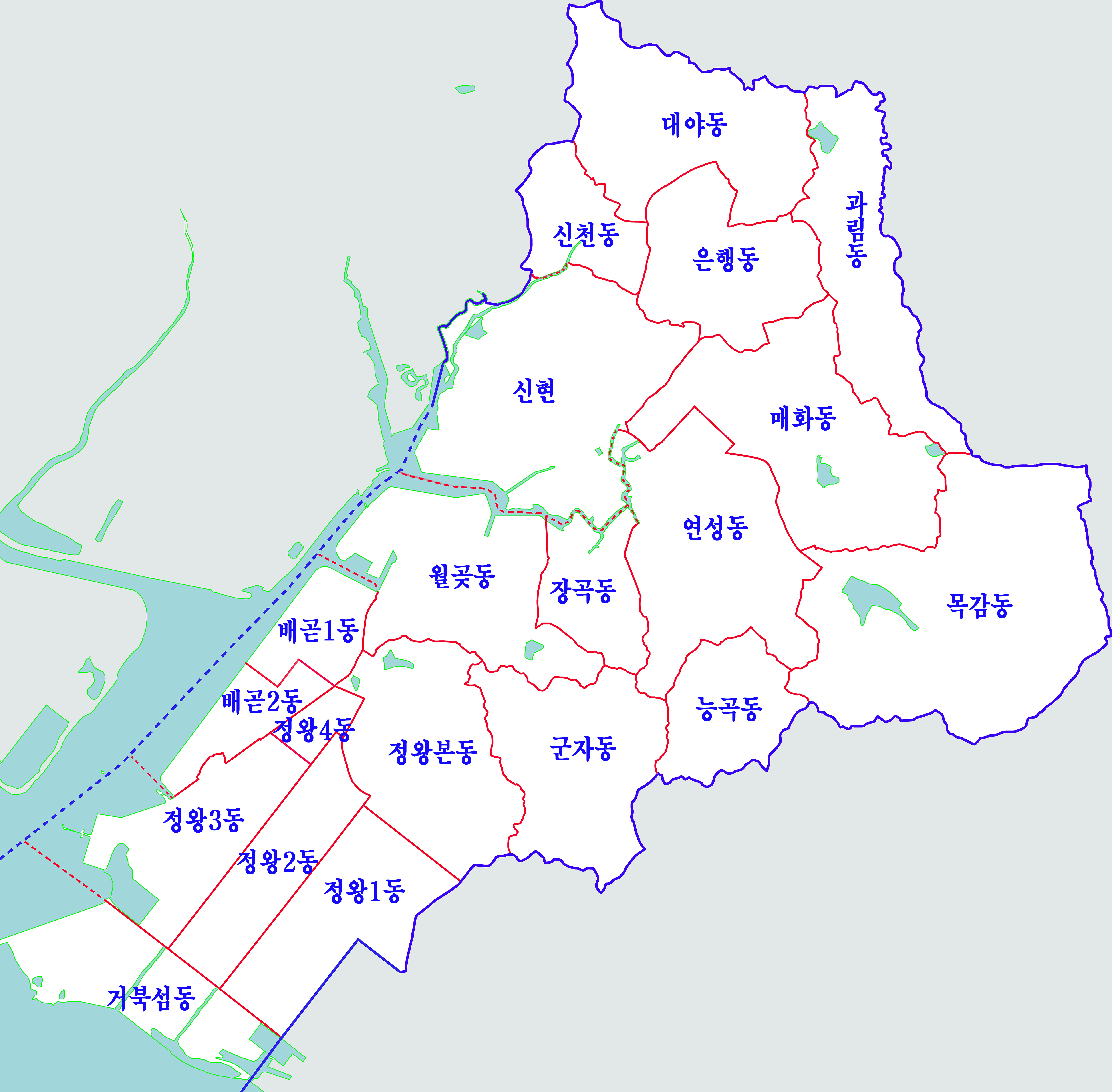

| 행정동   | 한자     | 인구    | 세대    | 면적(km2) |
| -------- | -------- | ------- | ------- | --------- |
| 거북섬동 | 거북섬洞 | 10,600  | 5,937   | 6.12      |
| 대야동   | 大也洞   | 35,164  | 13,514  | 9.85      |
| 신천동   | 新川洞   | 43,608  | 16,810  | 3.44      |
| 신현동   | 新峴洞   | 12,042  | 4,596   | 12.65     |
| 은행동   | 銀杏洞   | 31,046  | 10,314  | 3.97      |
| 매화동   | 梅花洞   | 13,644  | 5,135   | 11.20     |
| 목감동   | 牧甘洞   | 11,126  | 4,353   | 17.57     |
| 군자동   | 君子洞   | 26,492  | 13,820  | 8.04      |
| 월곶동   | 月串洞   | 16,535  | 7,116   | 8.00      |
| 정왕본동 | 正往本洞 | 23,990  | 15,705  | 8.32      |
| 정왕1동  | 正往1洞  | 29,748  | 15,066  | 6.55      |
| 정왕2동  | 正往2洞  | -       | -       | 4.78      |
| 정왕3동  | 正往3洞  | 26,753  | 11,172  | 6.23      |
| 정왕4동  | 正往4洞  | 24,861  | 7,979   | 0.90      |
| 배곧1동  | 배곧1洞  | 12,138  | 35,788  | 2.60      |
| 배곧2동  | 배곧2洞  | 15,211  | 35,452  | 2.30      |
| 과림동   | 果林洞   | 2,428   | 1,344   | 7.65      |
| 연성동   | 蓮城洞   | 25,614  | 8,675   | 10.05     |
| 장곡동   | 長谷洞   | 19,348  | 5,822   | 3.50      |
| 능곡동   | 陵谷洞   | 16,356  | 5,759   | 4.46      |
| 시흥시   | 始興市   | 395,078 | 156,296 | 138.18    |

## 법정동
| 행정동   | 법정동             | 설명 |
| -------- | ------------------ | --- |
| 대야동   | 대야동(大也洞)     | 조선시대에는 인천부 신현면 일리(一里)였다. 1914년 부천군 소래면 대야리라고 불렸고, 1973년 7월 1일 시흥군 소래면 대야리, 1980년 12월 1일 시흥군 소래읍 대야리로 관할로 바뀌었다가 1989년 1월 1일 시흥시 설치에 따라 대야동으로 되었다. |
| 대야동   | 계수동(桂壽洞)     | 조선시대에는 인천부 황등천면 오리계일·육리수로곡·육리구미·육리가일·육리건지정·육리고공리·칠리내곡·칠리후곡·칠리덕석곡(五里桂日·六里壽老谷·六里九美·六里佳日·六里乾井里·六里古孔里·七里內谷·七里後谷·七里德石谷) 지역이었다. 1914년 부천군 소래면 계수리라고 불렸고, 1973년 7월 1일 시흥군 소래면 계수리, 1980년 12월 1일 시흥군 소래읍 계수리로 관할로 바뀌었다가 1989년 1월 1일 시흥시 설치에 따라 계수동으로 되었다. |
| 신천동   | 신천동(新川洞)     | 조선시대에는 인천부 신현면 신촌리, 사천리였고, 1914년 신촌리와 사천리가 합쳐 부천군 소래면 신천리로 바뀌었다. 1973년 7월 1일 시흥군 소래면 신천리, 1980년 12월 1일 시흥군 소래읍 신천리로 관할로 바뀌었다가 1989년 1월 1일 시흥시 설치에 따라 신천동으로 되었다. |
| 신현동   | 방산동(芳山洞)     | 조선시대 인천부 신현면 죽원(竹院), 방곡리(芳谷里), 산정리(山井里)였고, 1914년 부천군 소래면 방산리가 되었다. 1973년 7월 1일 시흥군 소래면 방산리, 1980년 12월 1일 시흥군 소래읍 방산리로 관할로 바뀌었다가 1989년 1월 1일 시흥시 설치에 따라 방산동으로 되었다. |
| 신현동   | 포동(浦洞)         | 조선시대 인천부 신현면 국동(局洞), 포동이었고, 1914년 부천군 소래면 포리가 되었다. 1973년 7월 1일 시흥군 소래면 포리, 1980년 12월 1일 시흥군 소래읍 포리로 관할이 바뀌었다가 1989년 1월 1일 시흥시 설치에 따라 포동으로 되었다. 동주민센터는 포동에 있다. |
| 신현동   | 미산동(米山洞)     | 조선시대 인천부 신현면 창동(倉洞), 고기동(古基洞), 이리(二里)였고, 1914년 부천군 소래면 미산리가 되었다. 1973년 7월 1일 시흥군 소래면 미산리, 1980년 12월 1일 시흥군 소래읍 미산리로 관할이 바뀌었다가 1989년 1월 1일 시흥시 설치에 따라 미산동으로 되었다. |
| 은행동   | 은행동(銀杏洞)     | 조선시대에는 인천부 신현면 삼리(三里)이었다. 1914년 부천군 소래면 은행리가 되었다. 1973년 7월 1일 시흥군 소래면 은행리, 1980년 12월 1일 시흥군 소래읍 은행리로 관할이 바뀌었다가 1989년 1월 1일 시흥시 설치에 따라 은행동으로 되었다. |
| 은행동   | 안현동(鞍峴洞)     | 조선시대 인천부 전반면 일리양지리(一里陽支里), 일리가대동(一里家垈洞), 일리송내동(一里松內洞), 이리장락동(二里長樂洞)이었고, 1914년 부천군 소래면 안현리가 되었다. 1973년 7월 1일 시흥군 소래면 안현리, 1980년 12월 1일 시흥군 소래읍 안현리로 관할이 바뀌었다가 1989년 1월 1일 시흥시 설치에 따라 안현동으로 되었다.                                                                                                  |
| 매화동   | 매화동(梅花洞)     | 조선시대에는 인천부 전반면 일리양지리·일리가대동·일리송내동·이리장락동(一里陽支里·一里家垈洞·一里松內洞·二里長樂洞) 지역이었다. 1914년 부천군 소래면 매화리가 되었다. 1973년 7월 1일 시흥군 소래면 매화리, 1980년 12월 1일 시흥군 소래읍 매화리로 관할이 바뀌었다가 1989년 1월 1일 시흥시 설치에 따라 매화동으로 되었다.                                                                                               |
| 매화동   | 도창동(道倉洞)     | 조선시대 인천부 전반면 삼리도두리(三里道頭里), 삼리강창리(三里江倉里)이었고, 1914년 부천군 소래면 도창리가 되었다. 1973년 7월 1일 시흥군 소래면 도창리, 1980년 12월 1일 시흥군 소래읍 도창리로 관할이 바뀌었다가 1989년 1월 1일 시흥시 설치에 따라 도창동으로 되었다. |
| 매화동   | 금이동(錦李洞)     | 조선시대 인천부 전반면 사리(四里), 오리검의리(五里儉義里), 육리(六里)였고, 1914년 부천군 소래면 금이리가 되었다. 1973년 7월 1일 시흥군 소래면 금이리, 1980년 12월 1일 시흥군 소래읍 금이리로 관할이 바뀌었다가 1989년 1월 1일 시흥시 설치에 따라 금이동으로 되었다. |
| 목감동   | 목감동(牧甘洞)     | 조선시대에는 안산군 초산면 목감리, 율포리였고, 1914년 시흥군 수암면 목감리가 되었다. 1989년 1월 1일 시흥시 설치에 따라 목감동으로 되었다. |
| 목감동   | 물왕동(物旺洞)     | 조선시대 안산군 초산면 물왕리, 상직리였고, 1914년 시흥군 수암면 물왕리가 되었다. 1989년 1월 1일 시흥시 설치에 따라 물왕동으로 되었다. |
| 목감동   | 산현동(山峴洞)     | 조선시대 안산군 초산면 산현리, 궤곡리였고, 1914년 시흥군 수암면 산현리가 되었다. 1989년 1월 1일 시흥시 설치에 따라 산현동으로 되었다. |
| 목감동   | 조남동(鳥南洞)     | 조선시대 안산군 초산면 조남리, 제청리였고, 1914년 시흥군 수암면 조남리가 되었다. 1989년 1월 1일 시흥시 설치에 따라 조남동으로 되었다. |
| 목감동   | 논곡동(論谷洞)     | 조선시대 안산군 초산면 논곡리였고, 1914년 시흥군 수암면 논곡리가 되었다. 1989년 1월 1일 시흥시 설치에 따라 논곡동으로 되었다. |
| 군자동   | 군자동(君子洞)     | 조선시대에는 안산군의 마유면 구정리, 산북리였다. 1914년 시흥군 군자면 군자리가 되었다. 1989년 1월 1일 시흥시 설치에 따라 군자동으로 되었다. |
| 군자동   | 거모동(去毛洞)     | 조선시대 안산군 대월면 석곡동(石谷洞), 거모포(去毛浦)였고, 1914년 시흥군 군자면 거모리가 되었다. 1989년 1월 1일 시흥시 설치에 따라 거모동으로 되었다. |
| 월곶동   | 월곶동(月串洞)     | 조선시대 안산군 마유면 월동리(月東里), 월서리(月西里)였고, 1914년 시흥군 군자면 월곶리가 되었다. 1989년 1월 1일 시흥시 설치에 따라 월곶동으로 되었다. |
| 정왕본동 | 죽율동(竹栗洞)     | 안산군(安山郡) 마유면(馬遊面) 죽율리였다. 1914년 시흥군 군자면 죽율리가 되었다. 1989년 1월 1일 시흥시 설치에 따라 죽율동으로 되었다. |
| 정왕본동 | 정왕동(正往洞)     | 조선시대 안산군 마유면 정왕리, 오이리였고, 1914년 시흥군 군자면 정왕리가 되었다. 1989년 1월 1일 시흥시 설치에 따라 정왕동으로 되었다. |
| 정왕1동  | 〃                 | 조선시대 안산군 마유면 정왕리, 오이리였고, 1914년 시흥군 군자면 정왕리가 되었다. 1989년 1월 1일 시흥시 설치에 따라 정왕동으로 되었다. |
| 정왕2동  | 〃                 | 조선시대 안산군 마유면 정왕리, 오이리였고, 1914년 시흥군 군자면 정왕리가 되었다. 1989년 1월 1일 시흥시 설치에 따라 정왕동으로 되었다. |
| 정왕3동  | 〃                 | 조선시대 안산군 마유면 정왕리, 오이리였고, 1914년 시흥군 군자면 정왕리가 되었다. 1989년 1월 1일 시흥시 설치에 따라 정왕동으로 되었다. |
| 정왕4동  | 〃                 | 조선시대 안산군 마유면 정왕리, 오이리였고, 1914년 시흥군 군자면 정왕리가 되었다. 1989년 1월 1일 시흥시 설치에 따라 정왕동으로 되었다. |
| 거북섬동 | 〃                 | 조선시대 안산군 마유면 정왕리, 오이리였고, 1914년 시흥군 군자면 정왕리가 되었다. 1989년 1월 1일 시흥시 설치에 따라 정왕동으로 되었다. |
| 배곧1동  | 배곧동(배곧洞)     | 2021년 7월 1일 정왕동 중 배곧신도시 일대가 배곧동으로 분리되었다. |
| 배곧2동  | 배곧동(배곧洞)     | 2021년 7월 1일 정왕동 중 배곧신도시 일대가 배곧동으로 분리되었다. |
| 과림동   | 과림동(果林洞)     | 조선시대에는 인천부 황등천면 일리, 이리, 삼리 일부(一里·二里·三里)였다. 1914년 부천군 소래면 과림리가 되었다. 1973년 7월 1일 시흥군 소래면 과림리, 1980년 12월 1일 시흥군 소래읍 과림리로 관할이 바뀌었다가 1989년 1월 1일 시흥시 설치에 따라 과림동으로 되었다. |
| 과림동   | 무지내동(茂芝內洞) | 조선시대 인천부 전반면 칠리(七里) 지역으로 1914년 칠리능내동(七里陵內洞), 칠리은행동(七里銀杏洞), 칠리중동(七里中洞), 칠리신흥동(七里新興洞)을 합하여 무지리(茂芝里)라 하고 부천군 소래면에 편입되었다.1973년 7월 1일 시흥군 소래면 무지리, 1980년 12월 1일 시흥군 소래읍 무지리로 관할이 바뀌었다가 1989년 1월 1일 시흥시 설치에 따라 무지동으로 되었다. 1995년 11월 15일 무지동을 무지내동으로 개칭하였다.           |
| 연성동   | 하중동(下中洞)     | 조선시대 안산군 초산면 하중리였고, 1914년 시흥군 수암면 하중리가 되었다. 1989년 1월 1일 시흥시 설치에 따라 하중동으로 되었다. |
| 연성동   | 하상동(下上洞)     | 조선시대 안산군 초산면 하상리, 중직리였고, 1914년 시흥군 수암면 하상리가 되었다. 1989년 1월 1일 시흥시 설치에 따라 하상동으로 되었다. |
| 연성동   | 광석동(廣石洞)     | 조선시대 안산군 초산면 광석리, 하하리였고, 1914년 시흥군 수암면 광석리가 되었다.1989년 1월 1일 시흥시 설치에 따라 광석동으로 되었다. |
| 연성동   | 장현동(長峴洞)     | 조선시대 안산군 마유면 장상리(長上里), 조현리(鳥峴里)였고, 1914년 시흥군 군자면 장현리가 되었다. 1989년 1월 1일 시흥시 설치에 따라 장현동으로 되었다. |
| 장곡동   | 장곡동(長谷洞)     | 조선시대 안산군 마유면 장하리(長下里), 도촌리(島村里), 응곡리(鷹谷里)였고, 1914년 시흥군 군자면 장곡리가 되었다. 1989년 1월 1일 시흥시 설치에 따라 장곡동으로 되었다. |
| 능곡동   | 군자동             | ↑ 참고 |
| 능곡동   | 능곡동(陵谷洞)     | 조선시대 안산군(安山郡) 인화면(仁化面) 능곡리, 북곡리였고, 1914년 시흥군 수암면 능곡리가 되었다. 1989년 1월 1일 시흥시 설치에 따라 능곡동으로 되었다. |
| 능곡동   | 화정동(花井洞)     | 조선시대 안산군(安山郡) 인화면(仁化面) 화정리, 광곡리였고, 1914년 시흥군 수암면 화정리가 되었다. 1989년 1월 1일 시흥시 설치에 따라 화정동으로 되었다. |

## 역사
- 1989년 1월 1일 : 시흥군이 폐지되고, 시흥군 소래읍, 수암면, 군자면 일원을 관할로 시흥시가 설치되었다.[4]

| 법률 제4050호 | |
| 구 행정구역 | 신 행정구역                                                                                                 |
| 시흥군 소래읍 대야리, 계수리, 신천리, 방산리, 포리, 미산리, 은행리, 안현리, 매화리, 도창리, 금이리, 과림리, 무지리 | 시흥시 대야동, 계수동, 신천동, 방산동, 포동, 미산동, 은행동, 안현동, 매화동, 도창동, 금이동, 과림동, 무지동 |
| 시흥군 수암면 목감리, 조남리, 논곡리, 물왕리, 산현리, 화정리, 능곡리, 하중리, 하상리, 광석리, 장현리, 장곡리       | 시흥시 목감동, 조남동, 논곡동, 물왕동, 산현동, 화정동, 능곡동, 하중동, 하상동, 광석동, 장현동, 장곡동       |
| 시흥군 군자면 군자리, 거모리, 월곶리, 정왕리, 죽율리                                                               | 시흥시 군자동, 거모동, 월곶동, 정왕동, 죽율동                                                               |
- 1991년 1월 15일 : 중림출장소, 연성출장소를 설치하였다.[5]
- 1991년 9월 1일 : 중림출장소, 연성출장소를 중림동, 연성동으로 개편하였다.[6]
- 1992년 1월 1일 : 신관동(新官洞)을 신현동으로, 중림동을 과림동으로 개칭하였다.[7]
- 1994년 7월 1일 : 거모동을 군자동으로 개칭하였다.[8]
- 1995년 4월 20일 : 안산동(법정동: 수암동·장상동·장하동) 및 화정동 일부가 안산시에 편입되었다.[9]

| 대통령령 제14629호                                                 |                                                                             |
| 구 행정구역                                                        | 신 행정구역                                                                 |
| 시흥시 수암동(秀巖洞)·장상동·장하동(행정동: 안산동) 및 화정동 일부 | 안산시 수암동·장상동·장하동(행정동: 안산동), 화정동(행정동: 선부3동에 편입) |
- 1995년 11월 15일 : 무지동을 무지내동으로 개칭하였다.[10]
- 1999년 9월 27일 : 정왕동을 정왕1동, 정왕2동으로 분동하였다.[11]
- 2002년 3월 2일 : 정왕2동을 정왕2동, 정왕3동, 정왕4동으로 분동하였다.
- 2003년 12월 23일 : 정왕1동을 정왕본동, 정왕1동으로 분동하였다.[12]
- 2010년 9월 20일 : 연성동을 연성동, 능곡동으로 분동하였다.[13]
- 2014년 3월 1일 : 월곶동(법정동: 월곶동)이 군자동에서, 장곡동(법정동: 장곡동)이 연성동에서 각각 분동하였다.
- 2018년 10월 8일 : 정왕4동을 배곧동으로 분동하였다.
- 2021년 7월 5일 : 행정동 배곧동을 배곧1동, 배곧2동 분동하였고 법정동 정왕동을 배곧동으로 분동하였다.
- 2023년 7월 3일 : 정왕2동을 거북섬동으로 분동하였다.